# Фонд польської астрономії імені Миколая Коперника
Фонд польської астрономії імені Миколая Коперника (пол. Fundacja Astronomii Polskiej im. Mikołaja Kopernika) — науковий фонд, створений для розвитку польської астрономії шляхом фінансування дослідницьких проєктів, виплати стипендій, популяризації астрономії.

## Місцезнаходження та органи управління Фонду
Штаб-квартира фонду знаходиться у Варшаві на алеї Уяздовськиї 4 в будівлі Астрономічної обсерваторії Варшавського університету. Наглядовим органом, що контролює роботу фонду, є міністр науки.

## Історія
Фонд був створений у травні 1990 року. Першим головою колегії був проф. Марчін Куб'як. Багаторічним головою Ради Фонду був Роберт Гленбоцький (від дати створення до смерті в 2005 році).

## Діяльність
Фонд видає польський науковий щоквартальний журнал Acta Astronomica, надає фінансову підтримку в проведенні олімпіад з астрономії і щорічного Національного молодіжного астрономічного семінару.
Фонд також виступає посередником у фінансуванні багатьох стипендій і дослідницьких проєктів. Зокрема, за посередництвом фонду було профінансоване будівництво інструментів для спостереження гамма-спалахів командою Леха Манкевича, що поклало початок проекту Pi of the Sky.